# Chezzi
Chezzi è un cognome di lingua italiana.
Diffuso principalmente nella provincia di Parma, come le sue varianti deriva probabilmente dal nome Francesco.

## Varianti
Ceci, Chechi, Cecchi.

## Origine e diffusione
Il cognome Chezzi e le sue varianti derivano da Checco o Cecco, diminutivo del nome proprio di persona Francesco.
Viene riportato per la prima volta un de Checio a Casale di Mezzani nell'estimo del sale di Parma del 1415. A partire dal 1485 il cognome inizia a comparire anche sui registri del Battistero di Parma, sempre sugli stessi, nel 1550 compare per la prima volta la forma Chezzi. A Boretto paese di antica tradizione cantieristica fluviale operò per diversi secoli una famiglia Chezzi di rinomati maestri d'ascia. Ad essi è dedicata una sala del locale museo della navigazione del Po.

## Persone
- Carlo Chezzi (1941), Professore Emerito dell'Università di Parma.[4]

## Toponimi
- Chezzi, contrada di Laghi, comune italiano della provincia di Vicenza.[5]

## Curiosità
- 2 Chezzi hanno ricevuto onorificenze della Repubblica Italiana (1 Ordine al Merito della Repubblica Italiana, 1 Commendatore Ordine al Merito della Repubblica Italiana).[6]